# Aeschynanthus chorisepalus
Aeschynanthus chorisepalus là một loài thực vật có hoa trong họ Tai voi. Loài này được Orr mô tả khoa học đầu tiên năm 1914.